# Lò phản ứng nước nhẹ

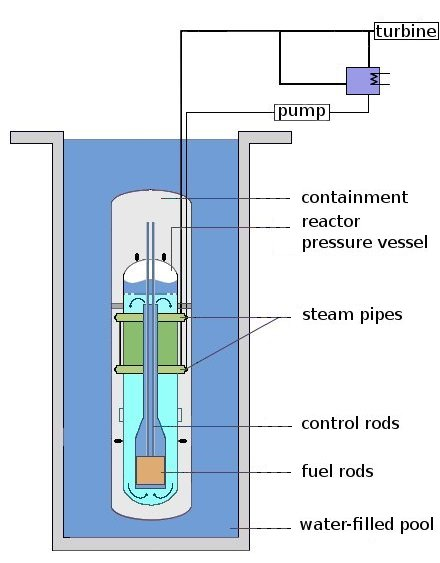
Mô hình đơn giản của lò phản ứng nước nhẹ

Lò phản ứng nước nhẹ (viết tắt tiếng Anh: LWR) là một kiểu lò phản ứng hạt nhân Neutron nhiệt sử dụng nước thường làm chất làm lạnh và điều hòa Neutron – hơn thế dạng rắn của các yếu tố phân hạch được dùng làm nhiên liệu. Các lò phản ứng Neutron nhiệt là loại lò phản ứng hạt nhân phổ biến nhất, và các lò phản ứng nước nhẹ là phổ biến nhất trong các lò phản ứng Neutron nhiệt.
Có 3 dạng lò phản ứng nước nhẹ: lò phản ứng nước áp lực (PWR), lò phản ứng nước sôi (BWR), và (hầu hết thiết kế của) lò phản ứng nước siêu tới hạn (SCWR).

## Lịch Sử
Khái niệm và những thí nghiệm ban đầu
Sau những khám phá về sự phân hạch, sự điều tiết và về khả năng lý thuyết của một chuỗi phản ứng dây chuyền hạt nhân, kết quả thí nghiệm ban đầu cho thấy Uranium tự nhiên chỉ có thể trải qua phản ứng dây chuyền kéo dài sử dụng than chì hoặc nước nặng làm chất điều tiết. Trong khi các lò phản ứng đầu tiên trên thế giới ( CP-1, X10 etc..) đã thành công trong việc đạt được sự quan trọng trong việc làm giàu Uranium để bắt đầu phát triển từ lý thuyết đến ứng dụng thực tiễn nhằm đáp ứng mục tiêu của Dự án Manhattan, để tạo ra một chất nổ hạt nhân.
Tháng 3, 1944, những gram Uranium đựoc làm giàu đầu tiên từng đựoc sản xuất đã đạt được đến mức " tới hạn " trong lò phản ứng đồng nhất (LOPO) tại Los Alamos, đã được sử dụng để ước tính khối lượng tới hạn của Urani-235 để sản xuất bom nguyên tử. LOPO (Lò phản ứng đồng nhất) không được xem xét là lò phản ứng nước nhẹ đầu tiên vì nó không phải là hợp chất Uranium rắn được bọc bằng vật liệu chống ăn mòn, nhưng được bao gồm bởi muối Uranyl sulfate hòa tan trong nước. Tuy nhiên đây là lần đầu tiên lò phản ứng nước đồng nhất và là lò phản ứng duy nhất sử dụng nguyên liệu Uranium được làm giàu để làm nhiên liệu và nước như một chất điều tiết.
Sau khi chiến tranh kết thúc, theo ý tưởng của Alvein Weinburg, yếu tố nhiên liệu Uranium tự nhiên được sắp xếp thành mạng lưới trong nước thường ở phía trên lò phản ứng X10 để đánh giá hệ số nhân của Neutron. Lý do của thí nghiệm này là để xác định tính khả thi của một lò phản ứng hạt nhân sử dụng nước nhẹ như một chất điều tiết và chất làm mát và Uranium được bao bọc ở thể rắn như nguồn nhiên liệu. Kết qảu cho thấy, với một liều lượng nhỏ Uranium được làm giàu mức độ "tới hạn" có thể đạt được. Thí nghiệm này là thí nghiệm đầu tiên hướng tới lò phản ứng nước nhẹ.
Sau Chiến tranh Thế giới Thứ 2 cùng với sự có sẵn của các nguyên liệu Uranium được làm giàu, các khái niệm về lò phản ứng mới càng trở nên khả thi hơn. Vào năm 1946, Eugene Wigner, và Alvein Weinburg đề xuất và phát triển các khái niệm về các lò phản ứng hạt nhân sử dụng Uranium đã được làm giàu làm nhiên liệu, và nước nhẹ như một chất điều tiết và làm mát. Các khái niệm đã đề xuất cho các lò phản ứng nhằm mục đích cho họ để kiểm tra các hoạt đông của các vật liệu hạt nhân dưới sự biến chuyển của Neutron. Với lò phản ứng này, Lò phản ứng thử nghiệm vật liệu (MTR), được xây ở Idaho tại Phòng thí nghiệm Quốc gia Idaho  đã đạt đến mức "tới hạn" vào ngày 31 tháng 3 năm 1952. Đối với thiết kế của lò phản ứng này, thí nghiệm trên nó là một sự cần thiết, và một giả lập của MTR được xây dựng tại ORNL, để đánh giá hiệu suất của hệ thống thủy lực của mạch sơ cấp và sau đó cho chạy thử đặc tính neutron của nó. Với lò MTR giả lập, sau đó được gọi là Lò phản ứng thử nghiệm cường độ thấp (LITR), đã đạt mức "tới hạn" vào ngày mùng 4 tháng 5 năm 1950 và cũng là Lò phản ứng nước nhẹ đầu tiên trên thế giới. 

### Lò phản ứng áp lực nước
Ngay sau khi sự kết thúc của Chiến tranh Thế giới Thứ 2 Hải quân Hoa Kì đã bắt đầu một dự án dưới sự kiểm soát của Đội trưởng (sau là Đô đốc) Hyman Rickover, với mục tiêu là tạo động cơ hạt nhân cho tàu. Nó đã phát triển Lò phản ứng áp lực nước đầu tiên trên thế giới vào những thập niên 1950s, và dẫn đến sựu thành